# Nassabzugverfahren
Nassabzugsverfahren dienen der Vervielfältigung und arbeiten wie die Trockentonerverfahren (Xerografie) nach dem Prinzip der Elektrofotografie. 
Beim Nassabzug wird eine Trommel (indirektes Verfahren) oder ein spezielles Papier (direktes Verfahren) elektrisch geladen und bei Lichteinfall lokal entladen. Der Toner haftet wie bei Trockentonersystemen an den unbelichteten Stellen der Trommel bzw. des Spezialpapieres, auf denen die Ladung verblieben ist. 
Im Gegensatz zu Trockenverfahren (Xerografie) liegt der Toner jedoch als Suspension in einer isolierenden Flüssigkeit vor.
Beim direkten Verfahren wird mit Zinkoxid beschichtetes Papier verwendet, welches elektrisch geladen und nachfolgend direkt mit einem optischen Abbild der Vorlage belichtet wird. Nachfolgend wird es mit dem flüssigen Entwickler benetzt, dessen Tonerpartikel an den geladenen Stellen des Papieres haften bleiben.
Im Folgenden wird das indirekte Verfahren beschrieben.

## Unterschiede zum Trockentonerverfahren
Der erste wesentliche Unterschied ist der Transfer des Toners auf die Trommel. Bei heutigen Trockentonersystemen wird dies durch spezielle Bürsten und einen pulverförmigen (trockenen)  Entwickler (meistens Eisenpulver) bewerkstelligt. Der Toner kann jedoch nicht beliebig fein sein, um rieselfähig zu bleiben. Beim Nassabzugsverfahren liegt der Toner dagegen als Suspension in einer Transferflüssigkeit vor; er kann daher wesentlich feiner sein und auch aus Tröpfchen bestehen.
Die belichtete Trommel fährt durch das Bad aus Toner und Transferflüssigkeit, wobei die Tonerpartikel an den nicht belichteten Stellen haften bleiben – nicht jedoch die Transferflüssigkeit selbst. Damit wird der Toner verbraucht, die Transferflüssigkeit jedoch kaum. Aus diesem Grund verfügen solche Systeme neben dem Transferflüssigkeits-Vorrat über einen Vorrat an Toner-Konzentrat, das die Tonerpartikel enthält.
Der zweite Unterschied ist der Transfer von der Trommel auf das Papier. Im Gegensatz zum Trockenabzugsverfahren existiert beim Nassabzugsverfahren keine Transfereinheit. Die Trommel kommt direkt mit dem Papier in Kontakt, überträgt die feine Tonerschicht, welche dann auf dem Papier trocknet und nicht weiter fixiert werden muss.

## Vorteile
Durch die extrem feinen Tonerpartikel und das direkte Auftragen auf das Papier ist die Qualität des Druckerzeugnis dem eines Trockentonersystems vor allem im Tönungsbereich und im Bereich der Gradientenabstufungen weit überlegen. Es gibt keinen plastischen Farbauftrag und auch das Problem des Abblätterns des Toners ist unbekannt. 

## Nachteile
Die Transferflüssigkeit, der Toner und das Konzentrat ergeben einen hochtoxischen Chemiecocktail. Des Weiteren sind die Geräte extrem pflegeintensiv und wartungsaufwendig. Die Transferflüssigkeit neigt zum Eintrocknen, was sich nur bedingt verhindern lässt. Bei unregelmäßiger Benutzung kommt es zu verklumptem Toner und die Reinigung der Trommel gestaltet sich schwierig. Die größte technische Hürde war die Reinigung der Trommel nach jedem Durchgang. Selbst bei hochwertigen Geräten zeigten sich sehr schnell die für eine Fotokopie der damaligen Zeit charakteristischen Schlieren. Auch das indirekte Verfahren kann nicht auf allen Papieren drucken.
Für das direkte Verfahren wird ein mit Zinkoxid beschichtetes Spezialpapier benötigt, welches sich nur einseitig bedrucken ließ.

## Bedeutung
Die Mitte der achtziger Jahre aufgekommenen Trockentonersysteme haben nach anfänglicher Skepsis der Nutzer das Nassabzugsverfahren innerhalb kürzester Zeit fast vollständig verdrängt. Zu schwerwiegend sind die Nachteile und inzwischen haben Trockensysteme ebenfalls eine sehr gute Qualität erreicht.